# Grundvand
Grundvand er vand under jorden og kan være egnet til drikkevand, fordi det er blevet filtreret og renset gennem flere jordlag. Den udnyttelige del af grundvandet findes i grundvandsmagasiner. Grundvandet kommer dels fra regn, dels fra kunstvanding. Den dybde, hvori man finder grundvandet, varierer fra sted til sted.
Grundvand udgør ca 0,681% af den totale vandmængde i vandets kredsløb.
Studiet af grundvand kaldes også hydrogeologi.

## Grundvandets beliggenhed
Jordbunden består af mineraler, organisk materiale og mellemrum (porer). Disse porer kan være fyldt med luft eller vand. Hvis der er tale om helt eller delvist luftfyldte porer, tales om en umættet zone. Hvor porerne er helt fyldte med vand, tales om den mættede zone eller grundvandsspejlet. En bjergart eller et sediment af grus eller sand med en betydelig vandførende evne, kaldes akvifer eller grundvandsmagasin.

## Porøsitet
Tilstedeværelsen af porer og sprækker bestemmer akviferens porøsitet. Høj porøsitet betyder dermed, at vandindholdet kan være højt. Porøsitet regnes som et decimaltal mellem nul og én eller som procentandel.

## Permeabilitet
Permeabilitet er et mål for en masses evne til at transportere en væske/gas. Permeabiliteten er både afhængig af porøsitet og af hvordan, denne er fordelt (konnektivitet). Eksempelvis vil en lavabjergart med mange afsnørede porer have en høj porøsitet, men eftersom porerne ikke er koblet sammen (lav konnektivitet), deltager de ikke i transporten af væske/gas og permeabiliteten er følgelig lav. En bjergart med høj grad af opsprækning og mange store og sammenhængede sprækker vil derimod have høj permeabilitet.
Permeabiliteten i sedimenter er afhængig af deres type og sorterings- og pakningsgrad. I usorteret materiale vil de mindre partikler fylde hulrum mellem de store op, og permeabiliteten bliver følgelig lav (især ved høj pakningsgrad). Silt og ler har gennemgående lav permeabilitet (godt pakket og små porer), mens godt sorteret grus og sand har langt højere permeabilitet.
Grundvandets strømningsretning bestemmes af bjergartens permeabilitet og hældningsgraden på grundvandsspejlet (hydraulisk gradient).

## Hængende grundvand
Hængende grundvand kan dannes, hvor der forekommer et lidet vandgennemtrængeligt lag med begrænset udbredelse, som ligger over det egentlige grundvandspejl. Eksempler på sådanne tætte lag er lag med ler og/eller silt.

## Variationer i grundvandsstanden
Variationer i grundvandsstanden forekommer i forskellige tidsskalaer. Kortvarige ændringer (time eller døgn) kan skyldes oppumpning fra en brønd eller enkelte nedbørsepisoder. Årstidsfluktuationer er i første række bestemt af vekslinger i nedbør og hvor stor del af denne, som når grundvandet. Andelen af nedbøren, som når grundvandet, afhænger blandt andet af, om jorden er fugtig eller tør, og af vegetationsforholdene. For, at vand skal perkolere ned til grundvandsspejlet, må først den umættede zonen fugtes til markkapacitet. Ændringer over længere tid (flere år) kan eksempelvis forårsages af ændringer i klima.

## Forurening af grundvandet
Nedsivning af pesticider til grundvandsmagasinerne er en risiko. Selv om det kræftfremkaldende og forurenende bekæmpelsesmiddel IPU ikke er godkendt i Danmark, har Politiken og Danmarks Radio i juni 2012 konstateret at import, handel og brug af IPU stadig foregår.
Der eksisterer en grænse på 25 m for offentlige boringer.